# Bahnhof Plaue (Thür)
Der Bahnhof Plaue (Thür) ist ein Trennungsbahnhof der Deutschen Bahn in der Stadt Plaue im Ilm-Kreis (Thüringen). Er liegt an der Aufgabelung der Strecken Erfurt–Würzburg und Erfurt–Ilmenau(–Themar). In Richtung Erfurt ist die Strecke zweigleisig, in Richtung Würzburg und Ilmenau bestehen eingleisige Strecken.

## Geschichte
Angelegt wurde der Bahnhof 1879, als die Bahnstrecke von Arnstadt nach Ilmenau errichtet wurde. Die Strecke Richtung Würzburg kam 1884 hinzu.
Ursprünglich war die Strecke nach Würzburg zweigleisig. Nach dem Zweiten Weltkrieg wurde das zweite Gleis auf der Strecke Neudietendorf–Meiningen als Reparation an die Sowjetunion bis auf den Abschnitt im Brandleitetunnel zwischen den Bahnhöfen Gehlberg und Oberhof demontiert. Anfang der 1980er-Jahre wurde die stark befahrene Strecke Neudietendorf–Plaue wieder zweigleisig ausgebaut und bis Arnstadt elektrifiziert, die Oberleitung wurde nach der Wende wieder abgebaut. Der geplante Weiterbau der Elektrifizierung scheiterte daran, dass die DDR nicht in der Lage war, ein Kraftwerk für den Bahnstrom zu bauen.
Der Güterverkehr mit Zielbahnhof Plaue wurde in den 1970er-Jahren eingestellt. Auch das Gleis zur Ziegelei Dosdorf wurde in dieser Zeit stillgelegt und abgebaut. Rangierfahrten fanden in den 1980er-Jahren nicht mehr statt und die Gleise zum Güterschuppen wurden abgebaut. Jedoch war es immer noch möglich, auch sperrigere Güter bei der DR aufzugeben. Diese wurden in die in den Personenzügen mitlaufenden Packwagen verladen. Ab den 1990er-Jahren wurden die Bahnanlagen mehrfach umgebaut. Von den ursprünglichen zehn Gleisen im Bahnhof existieren heute nur noch drei.
Der Bahnhof wurde 2005 im Zuge des Ausbaus der Strecke Erfurt–Würzburg für 140 km/h und Neigetechnik saniert. Das Bahnhofsgebäude wurde 2012 privatisiert und einer neuen Nutzung als Studentenwohnheim mit 20 Apartments zugeführt.

## Verkehrsanbindung
Folgende Linien bedienen den Bahnhof Plaue (Thür):
| Linie | Fahrtverlauf                                                                      | Takt (min)    | EVU                |
| ----- | --------------------------------------------------------------------------------- | ------------- | ------------------ |
| RE 7  | Erfurt – Arnstadt – Plaue (Thür) – Suhl – Grimmenthal – Schweinfurt – Würzburg    | 120           | DB Regio Südost    |
| RE 45 | Erfurt – Neudietendorf – Arnstadt – Plaue (Thür) – Ilmenau                        | Einzelne Züge | Süd-Thüringen-Bahn |
| RE 50 | Erfurt – Arnstadt – Plaue (Thür) – Suhl – Grimmenthal – Meiningen                 | Einzelne Züge | Süd-Thüringen-Bahn |
| RB 44 | Erfurt – Neudietendorf – Arnstadt – Plaue (Thür) – Suhl – Grimmenthal – Meiningen | 120           | Süd-Thüringen-Bahn |
| RB 46 | Erfurt – Neudietendorf – Arnstadt – Plaue (Thür) – Ilmenau (– Rennsteig)          | 60            | Süd-Thüringen-Bahn |

(Stand 2024)
Die Züge der Linie RE 45 Erfurt–Ilmenau durchfahren den Bahnhof Plaue ohne Halt. Bis Dezember 2017 wurden die Regionalbahnen Richtung Meiningen und Ilmenau in Plaue geflügelt bzw. in Richtung Erfurt vereinigt.
Die Süd-Thüringen-Bahn (STB) setzt Fahrzeuge vom Typ Stadler Regio-Shuttle RS1 ein, DB Regio Südost den Typ Bombardier RegioSwinger.

## Lage

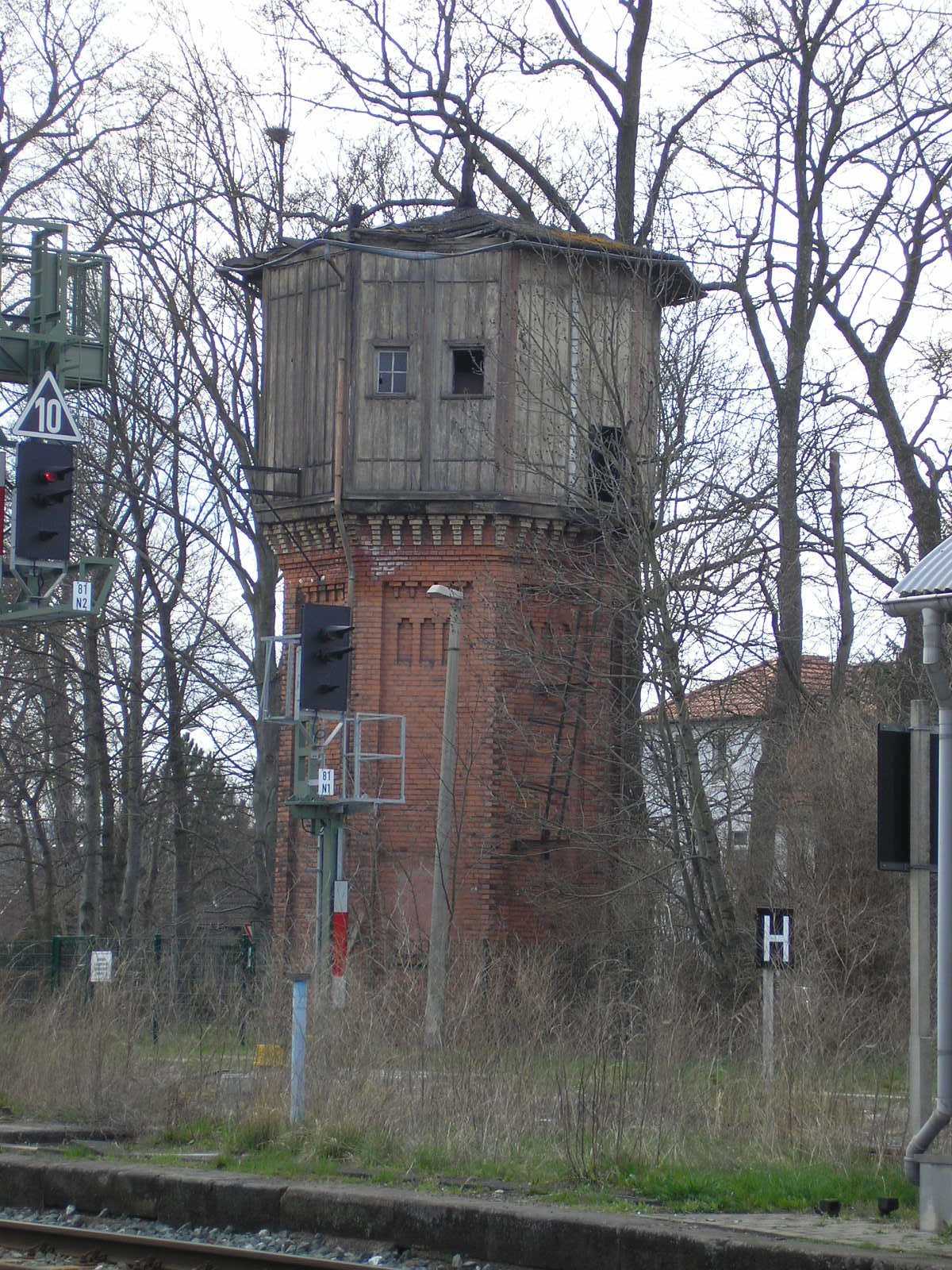
Wasserturm im Bahnhof

Der Bahnhof liegt im Osten des Stadtzentrums zwischen Plaue und Kleinbreitenbach. Er besitzt drei Bahnsteige: den Bahnsteig 1 nutzen Züge Richtung Würzburg, den Bahnsteig 2 Züge Richtung Erfurt und den Bahnsteig 3 nutzen Züge Richtung Ilmenau, Würzburg und Erfurt. Die Bahnsteige 2 und 3 sind über eine Unterführung erreichbar.
| Gleis | Länge in m | Höhe in cm |
| ----- | ---------- | ---------- |
| 1     | 160        | 55         |
| 2     | 160        | 55         |
| 3     | 190        | 55         |